# Bitwa o Torreón
Bitwa o Torreón – starcie zbrojne, które miało miejsce w 1914 roku w trakcie rewolucji meksykańskiej (1910–1920).
W roku 1913 doszło w Meksyku do przewrotu wojskowego, w wyniku którego rządy dyktatorskie objął generał Victoriano Huerta, który rozpoczął zwalczanie chłopskiej armii Pancho Villi. W marcu 1914 r. 16-tysięczna armia Pancho Villi wyruszyła na stolicę, docierając 22 marca do miasta Torreón, będącego ważnym węzłem komunikacyjnym, bronionym przez 12 000 żołnierzy pod wodzą generała José Refugio Velasco. Doszło do trwających 11 dni ulicznych walk, po których w dniu 2 kwietnia miasto zostało zdobyte. W wyniku walk Pancho Villa stracił 500 zabitych i 1500 rannych, straty wojsk rządowych wyniosły 1000 zabitych i rannych. W zdobytym mieści Pancho Villa założył główną bazę dla swojej armii.